# Milan Janša
Milan Janša, slovenski veslač, * 26. september 1965, Jesenice.
Mladinsko svetovno prvenstvo 1983 - srebrna medalja v dvojcu brez krmarju.
Univerzijada Zagreb 1987- bronasta medalja v osmercu.
Sredozemske igre Bari 1997 - bronasta medalja v četvercu brez krmarja.
Janša je nastopal na štirih zaporednih olimpijadah,Seul 1988 (dvojec z krmarjem - 8. mesto ), Atlanta 1996 (četverec brez krmarja - 4. mesto) , Sydney 2000 (četverec brez krmarja - 4. mesto ). na Poletnih olimpijskih igrah 1992 v Barceloni pa je s četvercem brez krmarja osvojil bronasto medaljo. 